# Bartosz Mariański
Bartosz Mariański (ur. 26 maja 1992 roku w Olsztynie) – polski siatkarz, grający na pozycji libero. 
W pierwszym sezonie 2010/2011 rozgrywek Młodej Ligi znalazł się w składzie AZS-u Olsztyn. W połowie maja 2011 roku brał udział w otwartym treningu zorganizowanym przez Tomaso Totolo dla młodych zawodników mających aspiracje do gry w najwyżej lidze.
W efekcie tego został później dołączony do seniorskiej kadry Akademików z Olsztyna. Mimo to ciągle regularnie występował w Młodej Lidze, wspierając pierwszy zespół głównie jako zawodnik rezerwowy.
Przed rozpoczęciem sezonu 2012/2013 miał przenieść się na Słowację, gdzie miał reprezentować barwy klubu VK Chemes Humenné. Ostatecznie jednak postanowił nie zmieniać barw klubowych w związku z chęcią kontynuowania studiów w Olsztynie.

## Sukcesy klubowe
Mistrzostwo I Ligi:
- 2016